# Temelucha bakeri
Temelucha bakeri là một loài tò vò trong họ Ichneumonidae.